# Cotton Valley
Cotton Valley es un pueblo ubicado en la parroquia de Webster en el estado estadounidense de Luisiana. En el Censo de 2010 tenía una población de 1009 habitantes y una densidad poblacional de 147,29 personas por km².

## Geografía
Cotton Valley se encuentra ubicado en las coordenadas 32°48′48″N 93°25′23″O / 32.81333, -93.42306. Según la Oficina del Censo de los Estados Unidos, Cotton Valley tiene una superficie total de 6.85 km², de la cual 6.82 km² corresponden a tierra firme y (0.49%) 0.03 km² es agua.

## Demografía
Según el censo de 2010, había 1009 personas residiendo en Cotton Valley. La densidad de población era de 147,29 hab./km². De los 1009 habitantes, Cotton Valley estaba compuesto por el 53.22% blancos, el 44.7% eran afroamericanos, el 0.2% eran amerindios, el 0.1% eran asiáticos, el 0% eran isleños del Pacífico, el 0.59% eran de otras razas y el 1.19% pertenecían a dos o más razas. Del total de la población el 0.89% eran hispanos o latinos de cualquier raza.